# Daniel Woodrell
Daniel Woodrell (Springfield, 4 marzo 1953) è uno scrittore statunitense.

## Biografia
Nato nel 1953 a Springfield, Missouri, vive e lavora con la moglie, la scrittrice Katie Estill, a West Plains.
Abbandonata la scuola per entrare nel Corpo dei Marines, si è laureato all'Università del Kansas e successivamente all'Iowa Writers' Workshop dove ha ottenuto un Michener fellowship.
Ha esordito nel 1986 con il giallo Under the Bright Lights e in seguito ha pubblicato una raccolta di racconti e altri 10 romanzi spesso ambientati nell'Altopiano d'Ozark, definiti dalla critica di genere "country noir".
Le sue opere sono state trasposte in tre occasioni in altrettante pellicole cinematografiche; Un gelido inverno, in particolare, è stato premiato al Sundance Film Festival 2010 con il Gran premio della giuria.

## Opere principali

### Romanzi

#### Trilogia Bayou
- Under the Bright Lights (1986)
- Muscle for the Wing (1988)
- The Ones You Do (1992)

#### Altri romanzi
- Cavalcando col diavolo (Woe to Live on, 1987), Pescara, Le vespe, 2000 traduzione di Mario Sala Gallini ISBN 88-8379-007-3.
- Give us a Kiss: a Country Noir (1996)
- Uno strano destino (Tomato Red, 1998), Roma, Fanucci, 2008 traduzione di Laura Bigoni ISBN 978-88-347-1399-0. Ripubblicato  con il titolo Tomato Red, NNE, 2020 traduzione di Guido Calza ISBN  978-88-949-3867-8
- Il bel cavaliere se n'è andato (The Death of Sweet Mister, 2001), Milano, Bompiani, 2001 traduzione di Marcella Dallatorre ISBN 88-452-4849-6; Ripubblicato con il titolo Io e Glenda Fanucci, 2010 traduzione di Olivia Crosio ISBN 978-88-347-1628-1; Ripubblicato con il titolo Addio, Sweet Mister NNE, 2021 traduzione di Marcella Dallatorre ISBN 979-12-802-8429-7
- Un gelido inverno (Winter's Bone, 2006), Roma, Fanucci, 2007 traduzione di Daniela Middioni ISBN 978-88-347-1240-5.
- La versione della cameriera (The Maid's Version, 2013), Roma, NNE, 2019 traduzione di Guido Calza ISBN 978-88-94938-18-0.

### Racconti
- The Outlaw Album (2011)

## Filmografia
- Cavalcando col diavolo (Ride with the Devil), regia di Ang Lee (1999) (soggetto)
- Un gelido inverno (Winter's Bone), regia di Debra Granik (2010) (soggetto)
- Tomato Red, regia di Juanita Wilson (2017) (soggetto)

## Premi e riconoscimenti
- PEN West award: 1999 vincitore con Uno strano destino
- International IMPAC Dublin Literary Award: 2000 longlisted con Uno strano destino